# بلدة فيرفيو (ميزوري)
بلدة فيرفيو هي واحدة من اثني عشر بلدة في مقاطعة كالدويل التابعة لولاية ميزوري في الولايات المتحدة الأمريكية. حسب تعداد الولايات المتحدة 2000 كان عدد سكانها 161 نسمة.
تأسست البلدة في عام 1869، وسميت باسم مدرسة تحمل نفس الاسم داخل حدودها.

## الجغرافيا
تغطي بلدة فيرفيو مساحة تقدر ب35.88 ميل مربع (92.9 كـم2) ولا تحتوي على مستوطنات مدمجة.

## وصلات خارجية
- US-Counties.com
- City-Data.com